# Liste der Gemarkungen von Krefeld
Das Stadtgebiet von Krefeld gliedert sich in 11 Gemarkungen 

## Überblick
Die „Gemarkung“ ist ein Begriff, der im Katasterwesen Verwendung findet und meist so groß  wie ein Stadtteil ist. In Krefeld sind die Gemarkungen in den meisten Fällen im Namen und dem größten Teil ihrer Fläche identisch mit den auf ihnen befindlichen Stadt- und Ortsteilen. Der Grund hierfür liegt darin, dass die Gemarkungen vor der Eingemeindung nach Krefeld eigenständige Gemeinden bildeten und auch danach noch als Katasterbezirke erhalten blieben.

## Gemarkungen von Krefeld
| Gemarkungsschlüssel | Name           | heutige Ortsteile im Gemarkungsgebiet                                     | Eingemeindungsjahr |
| ------------------- | -------------- | ------------------------------------------------------------------------- | ------------------ |
| 3243                | Benrad         | Benrad-Nord, Benrad-Süd, Forstwald                                        | 1929               |
| 3045                | Bockum         | Bockum                                                                    | 1907               |
| 3050                | Fischeln       | Fischeln                                                                  | 1929               |
| 3051                | Gellep-Stratum | Gellep-Stratum                                                            | 1929               |
| 3244                | Hüls           | Hüls                                                                      | 1975               |
| 3049                | Krefeld        | Krefeld, Inrath, Kliedbruch, Dießem, Lehmheide, Baackeshof, Kempener Feld | Krefeld um 1900    |
| 3059                | Linn           | Linn                                                                      | 1901               |
| 3046                | Oppum          | Oppum                                                                     | 1907               |
| 3047                | Traar          | Traar, Hülser Berg, Elfrath, Gartenstadt-Autobahnabfahrt, Vennikel        | 1929               |
| 3061                | Uerdingen      | Uerdingen, Gartenstadt-Ost, Hohenbudberg                                  | 1929               |
| 3048                | Verberg        | Verberg, Gartenstadt                                                      | 1907               |